# Wilhelm Heinrich Uhland

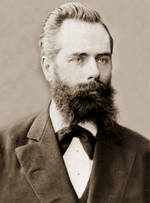
Wilhelm Heinrich Uhland um 1865

 Wilhelm Heinrich Uhland  (* 11. Januar 1840 in Nordheim (Württemberg); † 30. Juli 1907 in Leipzig) war ein deutscher Ingenieur und Publizist.

## Leben
Uhland war Sohn eines Sägemühlenbesitzers. Nach einer Lehre als Maschinenbauer studiert er am Polytechnikum Stuttgart. Seine herausragenden Leistungen gestatten ihm, die ersten beiden Semester zu überspringen. 1860 eröffnete Uhland kurzzeitig ein „Technisches Bureau“ in Stuttgart und 1861 das „Technische Institut von Brielmeyer & Uhland in Verbindung mit technischem Bureau und Maschinenwerkstätten“ in Bregenz. Dieses Vorhaben scheiterte an politischen Spannungen zwischen Preußen und der Habsburger Monarchie.
Uhland war 24 Jahre alt, als er 1864 ein Inserat des Maschinenbauunternehmers Oskar Rissmann aus Mittweida wahrnahm und in dessen Fabrik als leitender Konstrukteur und Ingenieur seine Tätigkeit begann.
Zu dieser Zeit galt der Freistaat Sachsen als eines der führenden Länder im Maschinenbau. Außerdem veränderten sich die Produktionsstrukturen durch den Übergang von einer handwerklichen zur industriellen Herstellung, u. a. von Textilien und der Maschinen zu ihrer Herstellung.
Die ersten mechanischen Webstühle gibt es in Mittweida 1864. Dem trägt der Handwerkerverein von Mittweida Rechnung und bittet Wilhelm Heinrich Uhland um eine Vortragsreihe zum Bau von Dampfmaschinen. Am 7. Dezember 1864 kündigte das „Mittweidaer Tageblatt“ diese Vorträge an. Bestärkt und gefördert durch ortsansässige Unternehmer und bestätigt durch den Erfolg seiner Vorträge, teilt Wilhelm Heinrich Uhland am 8. April 1865 im „Mittweidaer Wochenblatt“ mit, dass er am 1. Mai ein privates „Technisches Institut zu Mittweida. (In Verbindung mit technischem Bureau und Maschinenwerkstätten.)“ zur Ausbildung von Technikern und Ingenieuren im Maschinenbau eröffnen wolle. Er und der Vorstand des Handwerkervereins laden am 3. Mai 1865 zur Eröffnung des Technicum Mittweida als private Bildungseinrichtung zur Ausbildung von Technikern und Ingenieuren im Maschinenbau in das Theaterhaus ein. Die Eröffnung einer privaten Lehreinrichtung zur Ausbildung von Technikern und Ingenieuren ist im Freistaat Sachsen und in einigen anderen deutschen Staaten zu dieser Zeit möglich, nicht aber in Preußen. Nachteilig für diese Fachschulen ist es, dass sie von den Kommunen und dem Staat nur wenig Unterstützung erwarten konnten. Der erste Cursus am Technicum beginnt mit 11 Zöglingen und sechs Lehrern.

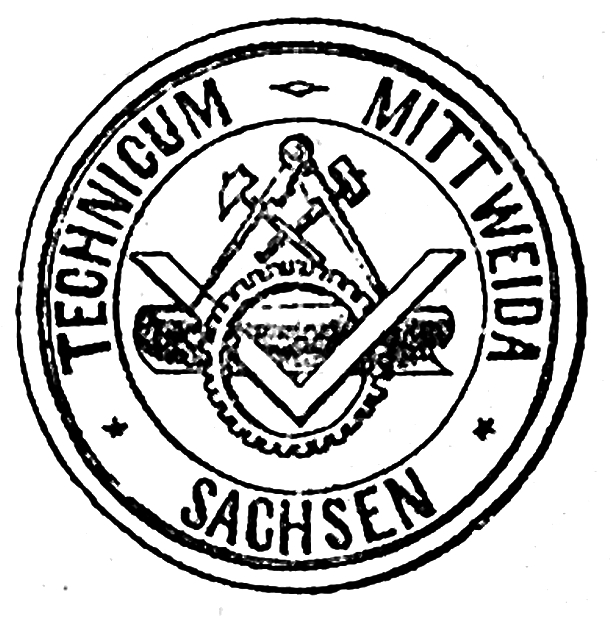
Dieses Siegel benutzte Uhland auch anfangs in Frankenberg
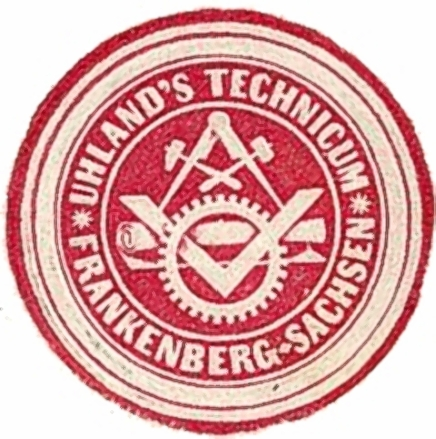
Siegel des TC Frankenberg um 1867

Obwohl Uhland das wachsende Interesse der Industrie und des Handwerks an Information und Weiterbildung erkennt und versucht, in der Ausbildung von Maschinenbau-Ingenieuren die theoretische und die praktische Unterrichtung zu verknüpfen, kommt es zwischen den städtischen Gremien, den Handwerkern und den Unternehmern und ihm unter anderem zu Meinungsverschiedenheiten über die finanzielle Ausstattung der Bildungseinrichtung und das Ausbildungsprogramm. Während Wilhelm Heinrich Uhland sich mehr am Humboldtschen Bildungsideal orientiert, sind die Interessen der anderen sehr viel stärker mit der fachbezogenen praxisorientierten Ausbildung und dem unmittelbar erzielbaren Nutzen verbunden. Die Zunahme von Spannungen zwischen Uhland und seinen Lehrern beförderte des Weiteren den Bruch. Deshalb ging Uhland auf das Angebot des Bürgermeisters der Stadt Frankenberg/Sa. zur Weiterführung des Technikums ein und übersiedelt im April 1867 nach Frankenberg.

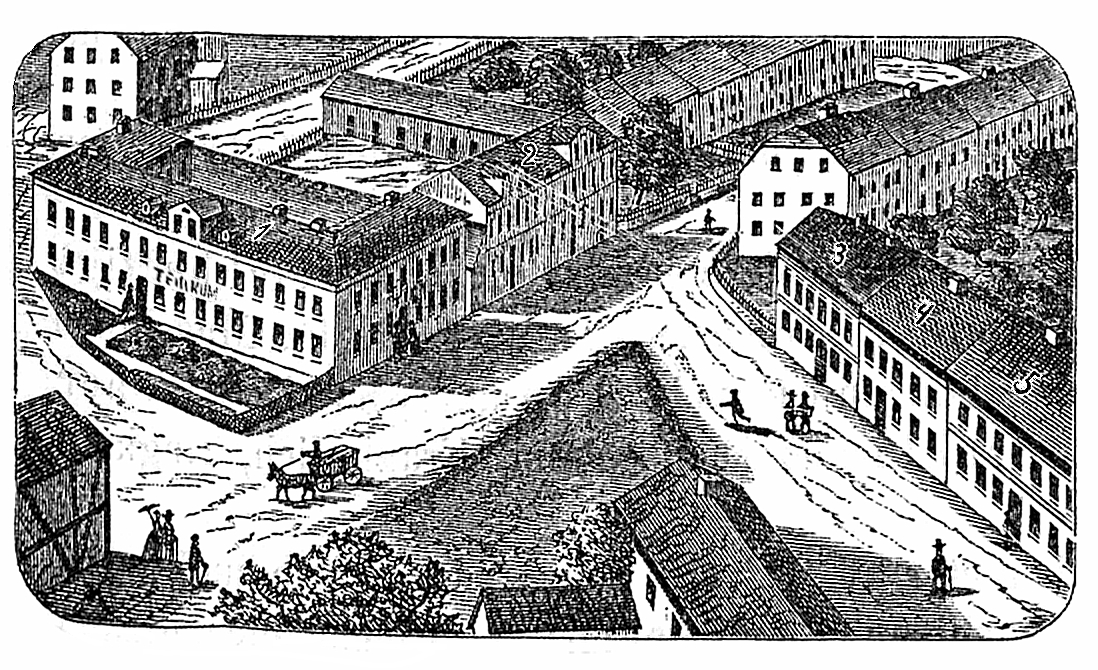
Technikum Frankenberg an der Altenhainer Straße
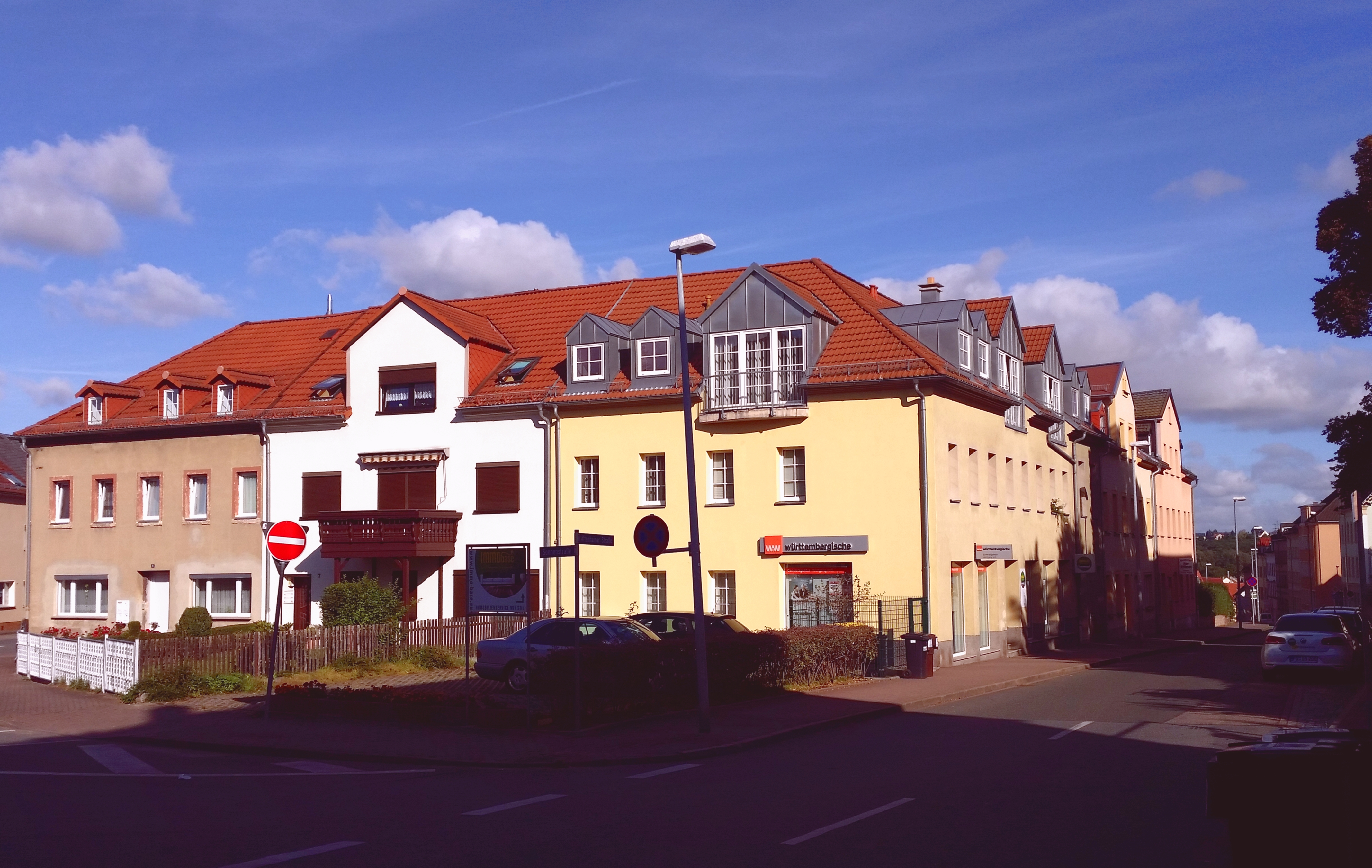
Gebäudekomplex Sonnenstraße des ehemaligen Technikums Frankenberg, 2016

In dieser Situation lädt am 2. Mai 1867 im Theaterhaus Mittweida ein „Verein zur Förderung des hiesigen Technikums“, in das Theaterhaus Mittweida ein und gibt bekannt, dass für den 7. Mai 1867 die Neugründung des „Technicums Mittweida“ geplant ist. Der Verein benennt Carl Georg Weitzel (1843–1927), der seit 1866 bei Uhland als Lehrer tätig war, als Direktor und bringt auch finanzielle Mittel auf, um Lehrmittel und Bücher neu zu beschaffen. Es kommt in der Folge zu scharfen, zum Teil auch öffentlich ausgetragenen gegenseitigen Schuldzuweisungen und Diffamierungen auf beiden Seiten.

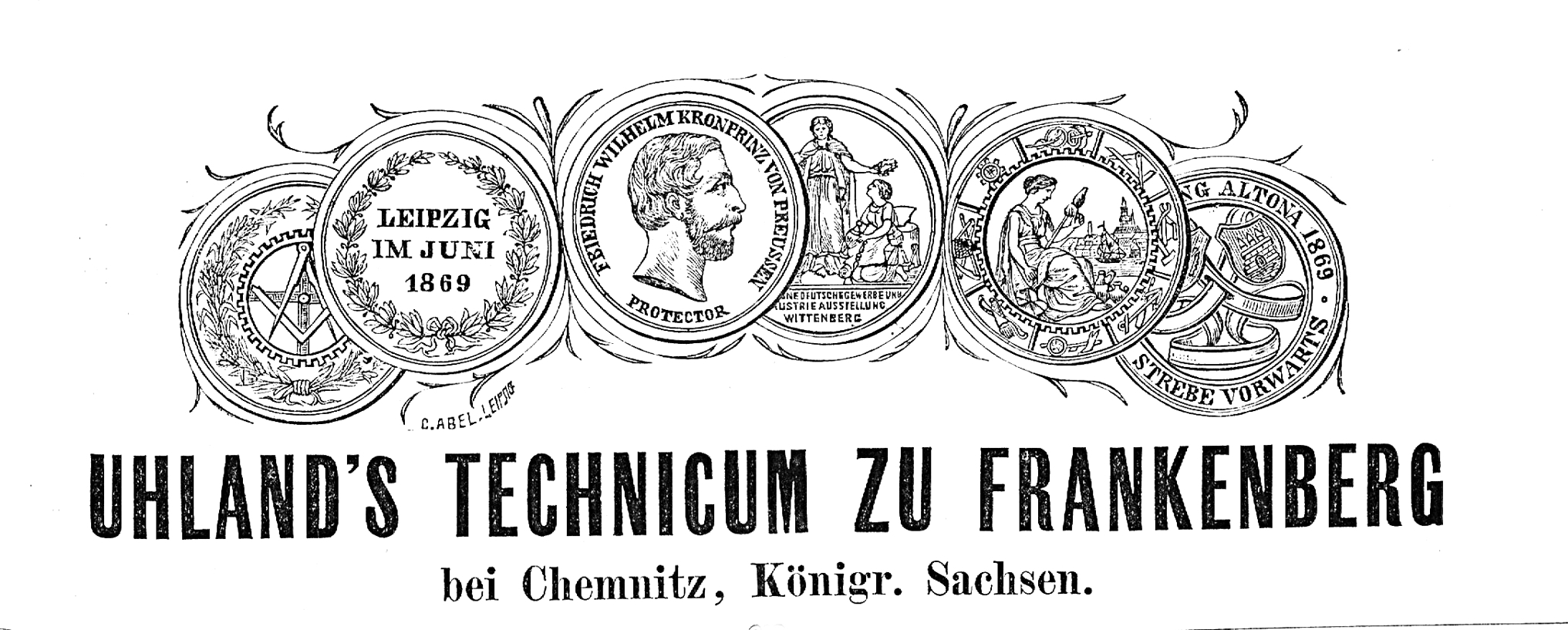
Ausschnitt aus einer Werbeschrift 1870

Wilhelm Heinrich Uhlands Hoffnungen erfüllten sich auch in Frankenberg nicht, und er siedelte 1870 nach Leipzig über. Hier ruft er mehrere technische Zeitschriften ins Leben, betätigt sich als Publizist technisch wissenschaftlicher Beiträge und arbeitet als Patentanwalt. Außerdem betreibt er einen Maschinenhandel, beschäftigt sich mit der Technologie der Stärkegewinnung und erwirbt dafür zahlreiche Patente.
Wilhelm Heinrich Uhland verstirbt am 30. Juli 1907 in Leipzig.

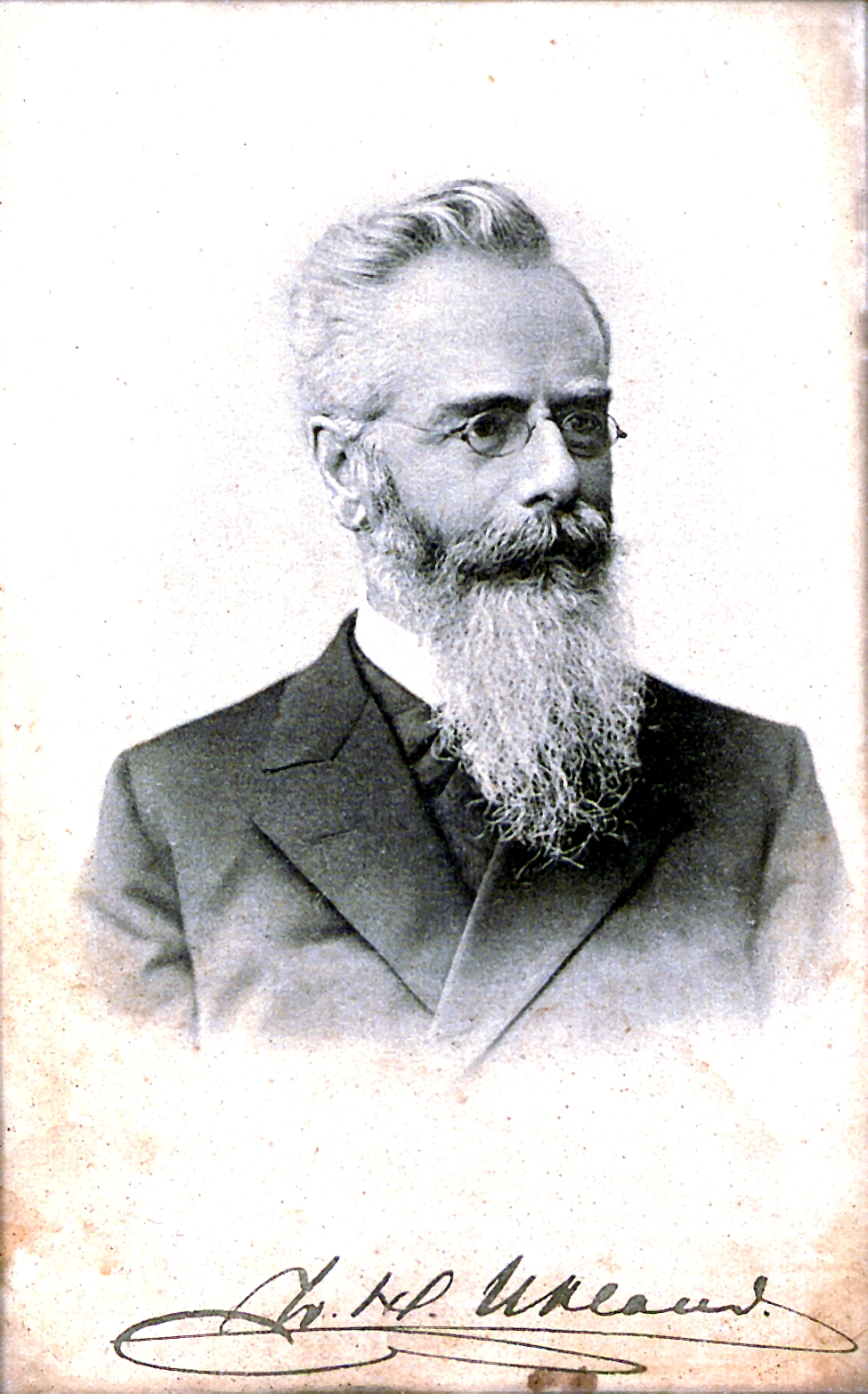
Wilhelm Heinrich Uhland um 1900

## Schriften (Auswahl)

### Uhland als Autor
- Skizzenbuch für den practischen Maschinen-Constructeur; ein Hilfsbuch für Maschinentechniker aller Branchen, sowie für Schüler technischer Lehr-Anstalten, 1877, Heft II 1877, Heft III 1878, Heft IV 1878 (in einer 12. Auflage erschienen für die Branche „Werkzeugmaschinen“ bei H. A. Ludwig Degener, Leipzig)
- Die Corliss- und Ventildampfmaschinen, sowie die mit denselben zusammenhängenden Dampfmaschinensysteme mit und ohne Präcisionssteuerung, Darstellung der Entwicklung, Fortschritte und Constructionsprinzipien dieser Dampfmaschinensysteme für Ingenieure, Maschinenfabrikanten, technische Schule und Dampfmaschinenbesitzer mit vielen Holzschnitten, Skizzenblättern und einem Atlas von 67 Tafeln, G. Knapp Verlagsbuchhandlung, Leipzig, 1879
- Die Dampfmaschinen mit Schiebersteuerung: (ohne Präcisionsmechanismus); eine Darstellung der Entwickelung, Fortschritte und Constructionsprincipien dieser Dampfmaschinensysteme; für Ingenieure, Maschinenfabrikanten, technische Schulen und Dampfmaschinenbesitzer, 1880
- Die Woolfschen und Compounddampfmaschinen, 1882
- Die Hebeapparate; deren Construction, Anlage und Betrieb, Hermann Costenoble Jena 1882–83, 2 Teile
- Das elektrische Licht und die elektrische Beleuchtung, Veit & Comp., Leipzig 1884
- Die Brotbäckerei, Biskuit- und Teigwarenfabrikation, Hermann Costenoble Jena, 1885
- Uhlands Normal-Konstruktionen. Uhlands technischer Verlag 1904

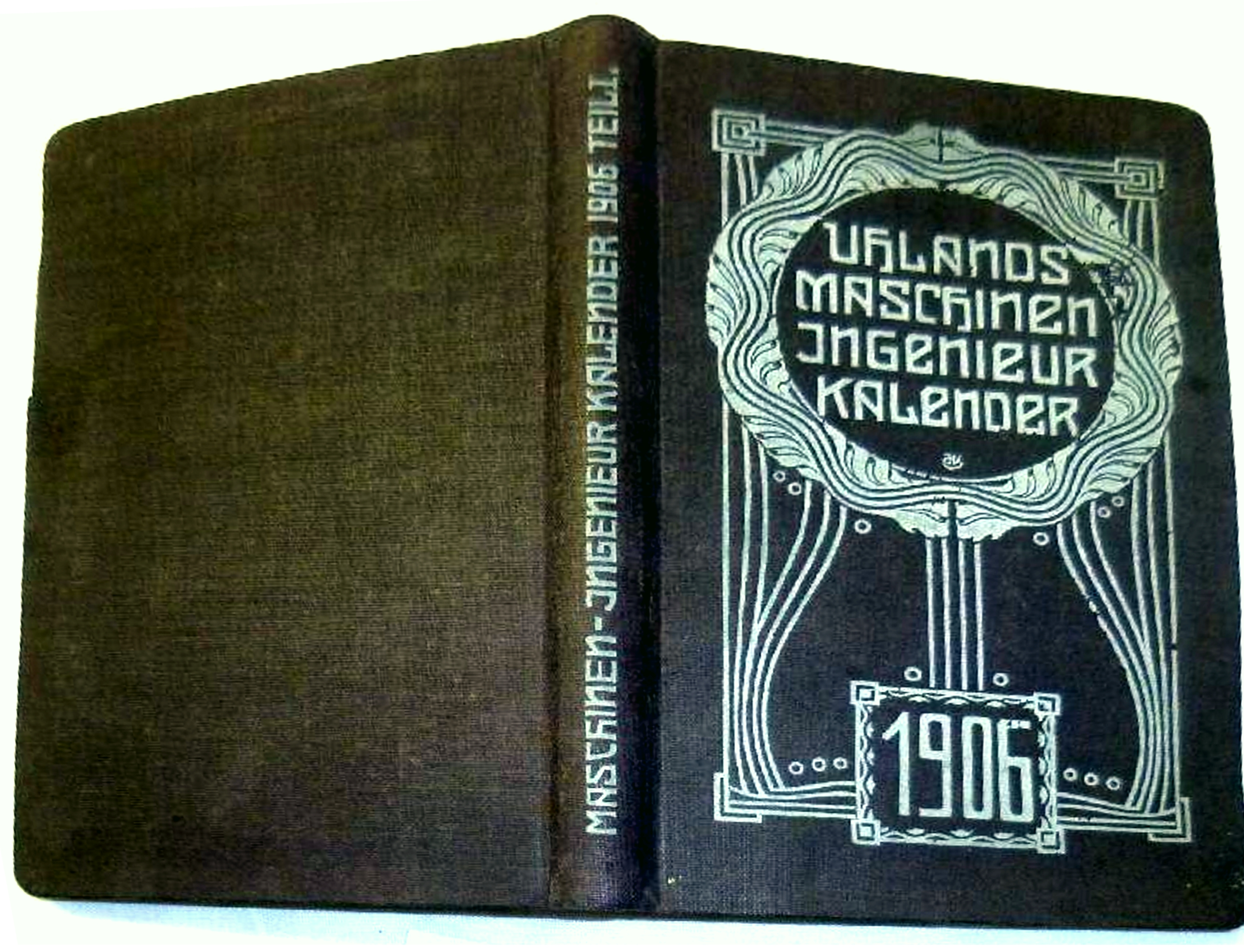
Einband des Ingenieurkalenders von 1906

### Uhland als Herausgeber
- Handbuch für den praktischen Maschinen-Constructeur ; eine Sammlung der wichtigsten Formeln, Tabellen, Constructionsregeln und Betriebsergebnisse für den Maschinenbau und die mit demselben verwandten Industriezweige. Unter Mitwirkung Erfahrener Ingenieure und Fabrikdirectoren, Herausgegeben von W. H. Uhland Civil-Ingenieur und Chef-Redakteur des „Praktischen Maschinen-Constructeur“ etc.
  - I. Band: Maschinentheile. Bewegungsmechanismen. Motoren. Transmissionen. Messapparate. Wasser- und Luftpumpen. Gebläse und Luftcompressionsmaschinen,.mit 1538 Textfiguren und 13 Tafeln in Fotolithographie, Baumgärtner‘s Buchhandlung, Leipzig 1883
  - II. Band: Hochbau. Heizung, Beleuchtung und Lüftung. Wasser-, Straßen- und Eisenbahnbau. Brückenbau. Hebeapparate, Schiffbau, mit 1162 Textfiguren und 9 Tafeln in Fotolithographie, Baumgärtner‘s Buchhandlung, Leipzig 1883
  - III. Band: Hüttenwesen, Eisen- und Metallgießerei und -bearbeitung. Holz- und Steinbearbeitung. Spinnerei, Weberei, Bleicherei, Färberei und Appretur. Bäder und Waschanstalten. Fabrikation von Leder und Kautschuk. Papier-, Tapeten- und Buntpapierfabrikation. Buch-, Stein-, Kupferdruck. Buchbinderei. Mehlfabrikation. Bäckerei und Teigwarenfabrikation. Zucker-, Stärke-, Dextrin-, Traubenzucker- und Sagofabrikation. Cichorien-, Chocolaten- und Zuckerwarenfabrikation. Eisfabrikation und Kühlapparate. Brennerei. Bierbrauerei. Leim- und Düngerfabrikation. Öl-, Seifen- und Kerzenfabrikation. Gyps-, Zement- und Tonwarenfabrikation. Elektrische Beleuchtung, mit 1024 Textfiguren und 52 Tafeln in Fotolithographie, Baumgärtner‘s Buchhandlung, Leipzig 1883
  - IV. Band: Mathematik. Mechanik. Hydraulik. Physik. Chemie. Feldmessen und Nivelliren. Münz-, Maß- und Gewichtstabellen. Industriegesetze, mit 244 Textfiguren, Baumgärtner‘s Buchhandlung, Leipzig 1883
- Der practische Maschinen-Constructeur, Zeitschrift für Maschinen- und Mühlenbauer, Ingenieure und Fabrikanten unter Mitwirkung practisch bewährter Ingenieure des In- und Auslandes, Baumgärtner, herausgegeben vom „Bureau des practischen Maschinenconstructeurs“, Leipzig 1870, 384 S., 649 Holzstich-Abb. vier Werbebeilagen von Maschinenfabriken und ab 1880 Beilagen der Technischen Rundschau, der Verkehrszeitung und der Industriellen Rundschau.
- Neue Deutsche Gewerbezeitung, Leipzig, Chefredakteur W. H. Uhland, nachweisbar ab 1873
- Der Phönix, Illustrirtes Centralblatt für Industrie, Handel und Volkswirtschaft, Verlag W. H. Uhland Leipzig, nachweisbar ab 1876
- Kalender für Maschinen-Ingenieure (ab 1874)
- Für Jedermann, Uhlands Monatsschrift für Fortschritte auf allen Gebieten von Industrie, Technik und Verkehrswesen, Uhlands technischer Verlag Otto Politzky, Leipzig 1904

### Uhland als Patentinhaber
- D.R.P. 24303: Combinirter Walzenstuhl für Stärkefabrikation, 18. Februar 1883
- D.R.P. 26521. (gemeinsam mit V. Machowsky, Prag): Apparat zur Herstellung rektangulärer Stärke- oder Hefekuchen, sowie würfelförmiger Stärke- und Hefeblöcke mittelst komprimirter Luft, 1. Mai 1883.
- D.R.P. 32256 Stärke oder Hefekuchen, Neuerung an dem unter No. 26521 patentirten Apparat zur Herstellung rektangulärer sowie würfelförmiger Stärke und Hefeblöcke mittelst comprimirter Luft, 19. Oktober 1884
- D.R.P. Kl. 89 Nr. 37231: Konstruktion eine neue Reibe für Kartoffeln, 15. Januar 1886
- D.R.P. Kl. 89 Nr. 36250: Konstruktion einer neuen Mühle zum Zerkleinern von Mais und anderen Körnerfrüchten sowie von Kartoffelreibsel für die Stärkefabrikation, 15. Januar 1886
- D.R.P. 37231: Neuerung an Reiben für Kartoffeln und dergl. zur Stärkegewinnung, 15. Januar 1886.
- D.R.P. 40922: Ausstossvorrichtung für Stärkeblöcke, 9. Dezember 1886.
- D.R.P. 79245: Kanaltrockenanlage, 14. Februar 1894.
- D.R.P. 79961:Thür für Kanaltrockenanlagen, 14. Februar 1894.
- US 668427 A: Apparatus for making starch, 28. August 1899.
- US 784450 A: Apparatus for making starch, 9. September 1903.
- US 860068 A: Apparatus for washing starch, 28 Feb 1905.